# Aeroportul Regional Berlin
Aeroportul Regional Berlin (IATA: BML, ICAO: KBML, FAA LID: BML) este un aeroport din New Hampshire, Statele Unite ale Americii ce deservește zona Berlin. A fost numit după zona deservită.
Situat la o altitudine de 354 m, aeroportul dispune de 1 pistă. Este operat de Berlin, New Hampshire.

## Infrastructură

### Piste
Aeroportul dispune de o singură pistă. Pista 18/36 are suprafața de asfalt și dimensiunile 5.200 picioare × 100 picioare. 